# Bourkou Louise Kabo
Artykuł ten został zgłoszony do umieszczenia na stronie głównej w rubryce „Czy wiesz”.
Pomóż nam go sprawdzić: oceń zgłoszoną nominację.
Bourkou Louise Kabo (ur. 5 lipca 1934 w Sarh, zm. 13 czerwca 2019) – czadyjska polityczka. Pierwsza kobieta wybrana do Zgromadzenia Narodowego Czadu, w którym zasiadała od 1962 roku do jego rozwiązania w 1964 roku przez prezydenta Czadu Françoisa Tombalbaya. Wiceprzewodnicząca parlamentu w latach 1991–1995 i delegatka na konwencję konstytucyjną.

## Życiorys

### Młodość, edukacja, kariera zawodowa i działalność polityczna
Urodziła się w południowej części Czadu w mieście Sarh. Jej rodzice, Kabo Koutou Kilagui oraz Zara Lawassi (Kilagui), byli muzułmanami należącymi do różnych klanów, oboje zmarli młodo – ojciec (pracujący w państwowej firmie telekomunikacyjnej i pocztowej) zaledwie 40 dni po jej narodzinach. Dorastała w departamencie Bagirmi w regionie Szari-Bagirmi. Po śmierci ojca, jej matka zabrała ją do Ndżameny, stolicy kraju, aby mogła otrzymać zachodnią edukację. Jej matka była krytykowana przez środowiska muzułmańskie za zapisanie jej do francuskiej szkoły, jednak była zdeterminowana, aby chociaż jedno z jej dzieci otrzymało formalną edukację. Zara Kilagui zmarła w 1942 roku, a Bourkou została sierotą w wieku 8 lat. Opłaty za jej edukację były ponoszone przez członków jej dalszej rodziny, zgodnie z życzeniami jej matki.
Na początku swojej kariery zawodowej, wraz z całą swoją rodziną, dołączyła do Parti Progressiste Tchadien (PPT), w owym czasie zarządzaną przez Françoisa Tombalbaya. Kabo po raz pierwszy spotkała Tombalbaya w 1942 roku, kiedy jej rodzina zwróciła się do niego o pomoc w ochronieniu kobiety przed procedurą okaleczenia żeńskich narządów płciowych. W 1962 roku PPT wybrało ją jako jedną z kandydatek w wyborach w tym samym roku. Została pierwszą kobietą w historii kraju wybraną do parlamentu. Wspominała, że jej opinia była respektowana w parlamencie. Wspierała autorytarne zapędy Tombalbaya i jego administracji. Po rozwiązaniu przez niego parlamentu została bardzo aktywną członkinią PPT.
Gdy we wczesnych latach 70. Tombalbaye rozpoczął przeprowadzanie w kraju rewolucji kulturowej (podobnej do tej przeprowadzanej przez Mobutu Sese Seko w Zairze), Kabo odwróciła się od niego. Była przeciwniczką decyzji administracji, która nakazała obowiązkowe obrzezanie wszystkich mężczyzn w kraju. Gdy Tombalbaye został zabity w trakcie rewolucji w 1975 roku, Kabo kontynuowała pracę w ministerstwie edukacji do 1977 roku. Podczas wojny domowej w 1979 roku uciekła ze stolicy do Doby, małego miasta na południu kraju; podczas ucieczki utraciła cały dobytek. Gdy w 1982 roku władzę przejął Hissène Habré, uciekła do Republiki Środkowoafrykańskiej. Utrzymywała się z handlu żywnością w Bangi. Została również dyrektorką szkoły, do której swoje dzieci wysyłał André Kolingba. W 1987 roku przeprowadziła się do Francji jako uchodźczyni polityczna. W Europie poświęciła się edukacji dzieci z niepełnosprawnościami.
W 1991 roku powróciła do kraju, gdy władzę przejął Idriss Déby. Była członkinią organu, który miał za zadanie napisanie tekstu nowej konstytucji kraju. W latach 1991–1995 pełniła funkcję wiceprzewodniczącej parlamentu kraju. Po 2000 roku założyła komitet paralimpijski, którego była przewodniczącą.

### Życie prywatne, pozostała działalność i śmierć
W 1951 roku wyszła za mąż za nauczyciela, Juliena Djasgarala. Niedługo później rozwiedli się, gdyż ten nie aprobował zaangażowania swojej żony w działania polityczne. W późniejszych latach Kabo wspominała go jako niewspierającego ją alkoholika. Doczekali się siódemki dzieci. Jej drugi mąż, Alphonse Ndoyengar Nodjimbang, był ministrem edukacji w administracji Françoisa Tombalbaya. Zmarła 13 czerwca 2019.